# Saison 2 des Thunderman
Chronologie
Saison 1 Saison 3
Cet article présente les épisodes de la deuxième saison de la série télévisée américaine Les Thunderman diffusée du 13 septembre 2014 au 28 mars 2015 sur Nickelodeon.
En France, la deuxième saison est diffusée du 9 février 2015 au 25 février 2016 sur Nickelodeon France.

## Distribution
- Kira Kosarin (VF : Sophie Frisson) : Phoebe Thunderman
- Jack Griffo (VF : Alexis Flamant) : Max Thunderman
- Addison Riecke (VF : Aline Dubois) : Nora Thunderman
- Diego Velazquez (VF : Arthur Dubois) : Billy Thunderman
- Chris Tallman (VF : Martin Spinhayer) : Hank Thunderman
- Rosa Blasi (VF : Sophie Landresse) : Barbra « Barb » Thunderman
- Maya Le Clark (VF : Cécile Florin) : Chloé Thunderman
- Dana Snyder (VF : Benoît Van Dorslaer) : Dr Colosso
- Barrett Carnahan (VF : Xavier Percy) : Lincoln « Link » Evilman
- Eric Allan Kramer (VF : Nicolas Matthys) : Mike Evilman
- Audrey Whitby : (VF : Claire Tefnin) Cherry
- Helen Hong (VF : Cécile Florin) : Mme Wong
- Jeff Meacham : Principal Bradford
- Ryan Newman : Allison
- Harvey Guillén : Cousin Blobbin
- Daniele Gaither : Super-Présidente Tapedure
- David Ury (VF : Jean-Michel Vovk) : spectre vert

## Épisodes

### Épisode 1:Le Thunder-van
- États-Unis : 13 septembre 2014 sur Nickelodeon
- France : 11 février 2015 sur Nickelodeon France

- États-Unis : 1,56 million de téléspectateurs[1] (première diffusion)

### Épisode 2:Quatre super-héros et un bébé
- États-Unis : 20 septembre 2014 sur Nickelodeon
- France : 9 février 2015 sur Nickelodeon France

- États-Unis : 1,38 million de téléspectateurs[2] (première diffusion)

- Audrey Whitby
- Jordan Fisher

### Épisode 3:Max et ses sbires
- États-Unis : 27 septembre 2014 sur Nickelodeon
- France : 13 février 2015 sur Nickelodeon France

- États-Unis : 1,53 million de téléspectateurs[3] (première diffusion)

- Audrey Whitby
- Jeff Meacham
- Major Curda
- Phillip Wampler
- Jacob Timothy Manown
- Teala Dunn

### Épisode 4:Phoebe la rebelle
- États-Unis : 4 octobre 2014 sur Nickelodeon
- France : 18 février 2015 sur Nickelodeon France

- États-Unis : 1,83 million de téléspectateurs[4] (première diffusion)

- Tanner Stine
- Helen Hong
- Jim McCaffree
- Lizzy Greene

### Épisode 5 et 6 (Cross Over avecTrois fantômes chez les Hathaway):Les Thunderman hantés
- États-Unis : 11 octobre 2014 sur Nickelodeon
- France : 14 juillet 2015 sur Nickelodeon France

- États-Unis : 2,49 millions de téléspectateurs[5] (première diffusion)

→ Cross-over avec la série Trois fantômes chez les Hathaway

### Épisode 7:Ça déchire grave!
- États-Unis : 1er novembre 2014 sur Nickelodeon
- France : 14 février 2015 sur Nickelodeon France

- États-Unis : 2,21 millions de téléspectateurs[6] (première diffusion)

- Sydney Park
- Malcolm Kelley
- Tony Oller
- Tanner Stine
- Rob Ramsay

### Épisode 8:L'inspecteur bleu mène l'enquête
- États-Unis : 8 novembre 2014 sur Nickelodeon
- France : 13 juillet 2015 sur Nickelodeon France

- États-Unis : 2,06 millions de téléspectateurs[7] (première diffusion)

- Rob Ramsay
- Gabrielle Elyse

### Épisode 9:Pompons, pizzas et félins
- États-Unis : 15 novembre 2014 sur Nickelodeon
- France : 10 février 2015 sur Nickelodeon France

- États-Unis : 1,99 million de téléspectateurs[8] (première diffusion)

- Audrey Whitby
- Helen Hong
- Jeff Meacham
- Brooke Sorenson

### Épisode 10:Talent caché
- États-Unis : 22 novembre 2014 sur Nickelodeon
- France : 12 février 2015 sur Nickelodeon France

- États-Unis : 1,81 million de téléspectateurs[9] (première diffusion)

- Jeff Meacham
- Keely Marshall
- Stephanie Escajeda

### Épisode 11:Joyeux Noël, Max!
- États-Unis : 29 novembre 2014 sur Nickelodeon
- France : 17 juillet 2015 sur Nickelodeon France

- États-Unis : 2,12 millions de téléspectateurs[10] (première diffusion)

### Épisode 12:C'est pas bien d'avoir des parents ados
- États-Unis : 24 janvier 2015 sur Nickelodeon
- France : 16 février 2015 sur Nickelodeon France

- États-Unis : 1,65 million de téléspectateurs[11] (première diffusion)

- Audrey Whitby
- Harvey Guillén
- Brooke Sorenson
- Tanner Stine

### Épisode 13:Les Evilman
- États-Unis : 23 février 2015 sur Nickelodeon
- France : 20 juillet 2015 sur Nickelodeon France

- États-Unis : 2,16 millions de téléspectateurs[12] (première diffusion)

- Eric Allan Kramer
- Barrett Carnahan
- Rob Ramsay
- Daniele Gaither

### Épisode 14:Une amitié indésirable
- États-Unis : 24 février 2015 sur Nickelodeon
- France : 13 juillet 2015 sur Nickelodeon France

- États-Unis : 1,77 million de téléspectateurs[13] (première diffusion)

### Épisode 15:Max Swan
- États-Unis : 25 février 2015 sur Nickelodeon
- France : 26 février 2015 sur Nickelodeon France

- États-Unis : 2,01 millions de téléspectateurs[14] (première diffusion)

- Kenny Ridwan
- Evelyn Edwards

### Épisode 16:Max Thunder-Slam
- États-Unis : 26 février 2015 sur Nickelodeon
- France : 24 juillet 2015 sur Nickelodeon France

- États-Unis : 1,55 million de téléspectateurs[15] (première diffusion)

- Barrett Carnahan
- David Shatraw

### Épisode 17:Qui es-tu, maman?
- États-Unis : 2 mars 2015 sur Nickelodeon
- France : 15 juillet 2015 sur Nickelodeon France

- États-Unis : 2,37 millions de téléspectateurs[16] (première diffusion)

- Thomas Barbusca

### Épisode 18:La course de rats
- États-Unis : 3 mars 2015 sur Nickelodeon
- France : 16 juillet 2015 sur Nickelodeon France

- États-Unis : 1,96 million de téléspectateurs[17] (première diffusion)

- Audrey Whitby
- Tanner Stine
- Kenny Ridwan
- Justice Smith
- Wes Robertson

### Épisode 19:Un anniversaire presque parfait
- États-Unis : 4 mars 2015 sur Nickelodeon
- France : 19 février 2015 sur Nickelodeon France

- États-Unis : 1,60 million de téléspectateurs[18] (première diffusion)

- J.P. Manoux : Mr. Hollister
- Tanner Stine
- Brooke Sorenson
- Krista Marie Yu

### Épisode 20:L'habit ne fait pas le Max
- États-Unis : 5 mars 2015 sur Nickelodeon
- France : 22 février 2015 sur Nickelodeon France

- États-Unis : 1,71 million de téléspectateurs[19] (première diffusion)

- Barrett Carnahan

### Épisode 21:La cape de super-héros
- États-Unis : 9 mars 2015 sur Nickelodeon
- France : 23 février 2015 sur Nickelodeon France

- États-Unis : 1,45 million de téléspectateurs[20] (première diffusion)

- Daniele Gaither

### Épisode 22:Devoir de journaliste
- États-Unis : 10 mars 2015 sur Nickelodeon
- France : 24 février 2015 sur Nickelodeon France

- États-Unis : 1,32 million de téléspectateurs[21] (première diffusion)

- Jeff Meacham
- Helen Hong
- Kenny Ridwan
- Reign Edwards
- Scott Beehner

### Épisode 23:Un tube du tonnerre
- États-Unis : 11 mars 2015 sur Nickelodeon
- France : 25 février 2015 sur Nickelodeon France

- États-Unis : 1,44 million de téléspectateurs[22] (première diffusion)

- Audrey Whitby
- Barrett Carnahan
- Tanner Stine
- Kenny Ridwan
- Rob Ramsay

### Épisode 24:Chinoiserie en tout genre
- États-Unis : 25 mars 2015 sur Nickelodeon
- France : 26 février 2015 sur Nickelodeon France

- États-Unis : 1,60 million de téléspectateurs[23] (première diffusion)

### Épisode 25 et 26:Un héros est né
Première partie :
- États-Unis : 28 mars 2015 sur Nickelodeon
- France : 22 juillet 2015 sur Nickelodeon France

Deuxième partie :
- États-Unis : 28 mars 2015 sur Nickelodeon
- France :  23 juillet 2015 sur Nickelodeon France

- États-Unis : 2,18 millions de téléspectateurs[24] (première diffusion)

- Audrey Whitby
- Dana Snyder
- Helen Hong
- Alec Mapa